# 미켈라 피지니
미켈라 피지니(이탈리아어: Michela Figini, 1966년 4월 7일~)는 스위스의 알파인 스키 선수이다. 1984년 동계 올림픽 여자 활강에서 금메달을 획득했고, 1988년 동계 올림픽 슈퍼대회전 부문에서 은메달을 획득했다. 또한 세계 알파인 스키 선수권 대회에서 금메달 1개와 은메달 2개를 획득했으며, 알파인 스키 월드컵에서 2회 종합 우승을 차지했다.